# Гардвік (Массачусетс)
Гардвік (англ. Hardwick) — місто (англ. town) в США, в окрузі Вустер штату Массачусетс. Населення — 2667 осіб (2020).

## Демографія
Згідно з переписом 2010 року, у місті мешкало 2990 осіб у 1094 домогосподарствах у складі 747 родин. Було 1218 помешкань
Расовий склад населення:
| - 96,8 % — білих - 0,9 % — чорних або афроамериканців - 0,3 % — корінних американців - 0,2 % — азіатів - 0,1 % — вихідців з тихоокеанських островів |

До двох чи більше рас належало 1,3 %. Частка іспаномовних становила 1,8 % від усіх жителів.
За віковим діапазоном населення розподілялося таким чином: 25,5 % — особи молодші 18 років, 61,6 % — особи у віці 18—64 років, 12,9 % — особи у віці 65 років та старші. Медіана віку мешканця становила 39,7 року. На 100 осіб жіночої статі у місті припадало 100,8 чоловіків;  на 100 жінок у віці від 18 років та старших — 96,5 чоловіків також старших 18 років.
Середній дохід на одне домашнє господарство  становив 73 033 долари США (медіана — 57 813), а середній дохід на одну сім'ю — 92 140 доларів (медіана — 88 846). Медіана доходів становила 59 545 доларів для чоловіків та 49 833 долари для жінок. За межею бідності перебувало 12,0 % осіб, у тому числі 7,9 % дітей у віці до 18 років та 6,8 % осіб у віці 65 років та старших.
Цивільне працевлаштоване населення становило 1319 осіб. Основні галузі зайнятості: освіта, охорона здоров'я та соціальна допомога — 29,0 %, будівництво — 12,5 %, науковці, спеціалісти, менеджери — 10,4 %, роздрібна торгівля — 9,0 %.